# Júnior Hage
José Alfredo Silva Hage Júnior (Belém, 5 de julho de 1973), mais conhecido como Júnior Hage, é um advogado e político brasileiro, filiado ao Progressistas (PP) e atual prefeito de Monte Alegre. Foi deputado estadual do Pará durante quatro mandatos.

## Biografia

### Primeiros anos e formação acadêmica
Nasceu em Belém, capital do estado do Pará, no ano de 1973. Formou-se em Direito em curso oferecido pela Universidade da Amazônia (UNAMA) e realizou uma especialização em direito administrativo pela Universidade Federal do Pará (UFPA).

### Atuação
Trabalhou como advogado e como assessor jurídico do Tribunal de Contas dos Municípios (TCM).

## Política
No ano de 2006, filiou-se ao Partido da República (PR) e candidatou-se ao cargo de deputado estadual do Pará, sendo eleito após receber 20.624 votos. Foi reeleito ao cargo em 2010, angariando um total de 41.835 votos. Em 2014, foi novamente reeleito ao cargo, atingindo seu terceiro mandato conquistando 45.483 votos.
Em meio ao seu terceiro mandato deixou o PR, filiando-se ao Partido Democrático Trabalhista (PDT) no último dia de janela partidária, em um evento partidário que aconteceu em um hotel de Belém. Filiado ao PDT, em 2018, conquistou o quarto mandato na Assembleia Legislativa do Pará (ALEPA), sendo votado por 46.578 eleitores.
Durante os pleitos municipais de 2020, concorreu ao cargo de prefeito de Castanhal, cidade no interior do Pará. A chapa foi composta com Carlos Rosa (PV), para vice-prefeito e contou com o apoio de mais três partidos: Partido Comunista do Brasil (PCdoB), Podemos (PODE) e Solidariedade. A chapa terminou em quarto lugar após receber 14.531 votos.
No mês de março de 2022,  Hage deixou o PDT e filiou-se ao Progressistas (PP), para candidatar-se o seu quinto mandato como deputado estadual do Pará. No pleito, Hage não foi eleito após obter 44.900 votos.
Em junho de 2024, foi eleito prefeito de Monte Alegre durante a eleição suplementar do município, obtendo 20.253 votos, contra 9.441 de Josefina Carmo (MDB), sua adversária direta. Hage substitui Matheus Lima (MDB), uma vez que este foi cassado, junto com seu vice, Leonardo Albarado, por terem sido beneficiados com esquemas de corrupção durante o mandato de Jarbas Vasconcelos (MDB). Antes das eleições, Hage chegou a ser cassado pelo TRE-PA por não atender algumas exigências, sendo uma delas de não ter um domicílio eleitoral fixo até dezembro de 2023. Porém, o TSE decidiu em 6 de junho de 2024 derrubar a decisão e manter Júnior como candidato.

### Desempenho eleitoral
| Ano  | Cargo                                    | Partido | Votos  | Resultado  | Ref.   |
| ---- | ---------------------------------------- | ------- | ------ | ---------- | ------ |
| 2006 | Deputado estadual do Pará                | PR      | 20.624 | Eleito     | [ 18 ] |
| 2010 | Deputado estadual do Pará                | PR      | 41.835 | Eleito     | [ 19 ] |
| 2014 | Deputado estadual do Pará                | PR      | 45.483 | Eleito     | [ 20 ] |
| 2018 | Deputado estadual do Pará                | PDT     | 46.578 | Eleito     | [ 21 ] |
| 2020 | Prefeito de Castanhal                    | PDT     | 14.531 | Não eleito | [ 22 ] |
| 2022 | Deputado estadual do Pará                | PP      | 44.900 | Não eleito | [ 23 ] |
| 2024 | Prefeito de Monte Alegre (Suplementares) | PP      | 20.253 | Eleito     | [ 24 ] |
| 2024 | Prefeito de Monte Alegre                 | PP      | 28.478 | Eleito     | [ 25 ] |